# Chionea (Chionea) araneoides
Chionea (Chionea) araneoides is een tweevleugelige uit de familie steltmuggen (Limoniidae). De soort komt voor in het Palearctisch gebied.